# Darja Kasatkina
Darja Siergiejewna Kasatkina (ur. 7 maja 1997 w Togliatti) – rosyjska tenisistka reprezentująca od marca 2025 roku Australię, zwyciężczyni wielkoszlemowego French Open 2014 w grze pojedynczej dziewcząt, srebrna medalistka igrzysk olimpijskich młodzieży w Nankinie (2014).

## Kariera tenisowa

### Występy juniorskie
W 2014 roku wygrała juniorski turniej French Open w grze pojedynczej, pokonując w finale Ivanę Jorović 6:7(5), 6:2, 6:3.

### 2013
W zawodowych rozgrywkach tenisowych zadebiutowała w październiku 2013 roku, w kwalifikacjach do turnieju WTA Tour w Moskwie, w których wystąpiła dzięki dzikiej karcie. Przegrała w pierwszej rundzie z Paulą Kanią 1:6, 5:7. Pod koniec listopada wystąpiła w turnieju ITF w Antalyi. Przeszła przez dwustopniowe eliminacje, a w turnieju głównym doszła aż do ćwierćfinału.

### 2014
W styczniu 2014 roku przeszła przez eliminacje do turnieju rangi ITF w Szarm el-Szejk, w którym doszła do półfinału, przegrywając jednak w walce o finał z Poliną Lejkiną 4:6,6:0, 3:6. Miesiąc później wystąpiła w kolejnym turnieju rangi ITF w Szarm el-Szejk. Nie tracąc seta doszła do finału, w którym pokonała Pernillę Mendesovą 6:3, 6:4.
Po kilku słabszych występach wystartowała we wrześniu, dzięki dzikiej karcie, w turnieju ITF w Telawi. W drodze do finału nie straciła seta, a w meczu mistrzowskim pokonała Jasmine Paolini 6:1, 4:6, 10–7. W październiku otrzymała ponownie dziką kartę do turnieju WTA Premier w Moskwie. W pierwszej rundzie przegrała jednak ze sklasyfikowaną na 44. miejscu w rankingu WTA Tour Alison Riske 1:6, 2:6. Na koniec sezonu przegrała w pierwszych meczach turniejów głównych (po wygraniu eliminacji) ITF w Nantes i WTA w Limoges. Przez cały rok dobrej gry awansowała na 370. miejsce w rankingu WTA.

### 2015
W styczniu 2015 roku przeszła przez eliminacje do turnieju ITF w Plantation, by dojść aż do półfinału. Mecz o wejście do finału przegrała jednak z Sachią Vickery 6:7(4), 6:7(4). Tydzień później wygrała trzeci turniej rangi ITF w Daytona Beach pokonując w finale Elise Mertens 6:2, 4:6, 6:0. Później osiągnęła półfinał w Sunrise i ćwierćfinał w Palm Harbor. Otrzymała dziką kartę do turnieju rangi WTA International w Marrakeszu. W pierwszej rundzie przegrała z inną laureatką dzikiej karty – Garbiñe Muguruzą 4:6, 1:6.
W maju wygrała kolejny turniej ITF w Caserta w finale ogrywając İpek Soylu 7:6(4), 6:1. W czerwcu wygrała dwa turnieje organizowane tydzień po tygodniu w Mińsku. Miesiąc później wygrała eliminacje do turnieju WTA w Bukareszcie, lecz przegrała w pierwszej rundzie turnieju głównego z Julią Görges 6:7(4), 4:6. Zrewanżowała się jednak Niemce już tydzień później pokonując ją w drugiej rundzie turnieju Nürnberger Gastein Ladies w Bad Gastein 3:6, 6:4, 6:3. W ćwierćfinale powstrzymała Rosjankę dopiero Sara Errani 3:6, 6:3, 2:6.
W sierpniu przegrała w ostatniej rundzie eliminacji do US Open, ale dostała się do turnieju głównego jako „szczęśliwa przegrana” po wycofaniu się Mariji Szarapowiej. W pierwszej rundzie pokonała Darję Gawriłową 6:2, 4:6, 7:5, w drugiej Anę Konjuh 6:4, 6:4. W trzeciej została dopiero pokonana przez późniejszą ćwierćfinalistkę Kristinę Mladenovic 2:6, 3:6.
We wrześniu wygrała swój siódmy turniej ITF, w finale w Saint-Malo pokonała Laurę Siegemund 7:5, 7:6(4). Sezon zakończyła bardzo dobrym występem podczas turnieju w Moskwie. Po wygraniu eliminacji w turnieju głównym pokonała kolejno Paulę Kanię 7:5, 2:6, 6:3, Irinę-Camelię Begu 6:3, 3:6, 6:3, a w ćwierćfinale po raz pierwszy reprezentantkę TOP 20 rankingu WTA Carlę Suárez Navarro 6:1, 6:2. W półfinale nie sprostała już jednak obrończyni tytułu Anastasiji Pawluczenkowej, przegrywając 6:2, 2:6, 4:6. Awansując o prawie trzysta miejsc w rankingu względem poprzedniego roku sezon zakończyła na 72. miejscu.
W grze podwójnej, grając wspólnie z Olhą Janczuk osiągnęła dwa finały turniejów ITF – w Moskwie i Mińsku. W październiku otrzymała dziką kartę do turnieju WTA Premier w Moskwie, w którym wystąpiła z Jeleną Wiesniną. W pierwszej rundzie pokonały rozstawione z numerem pierwszym Annę-Lenę Grönefeld i Alicję Rosolską 7:6(3), 6:4. W finale pokonały numer dwa turnieju, parę Irina-Camelia Begu–Monica Niculescu 6:3, 6:7(7), 10–5. Tym samym Kasatkina odniosła największy sukces w dotychczasowej karierze.

### 2016
W kolejnym roku Rosjanka osiągnęła półfinał w Petersburgu oraz ćwierćfinał w Indian Wells, Montrealu i na igrzyskach olimpijskich. W grze podwójnej osiągnęła ostatnią rundę w Moskwie.

### 2017
Po ćwierćfinałach w Sydney i Dosze, Kasatkina triumfowała w Charleston. Pod koniec sezonu doszła do ćwierćfinału w Pekinie i finału w Moskwie. W grze podwójnej doszła do finału w Tokio.

### 2018
W roku 2018 Kasatkina osiągnęła półfinał w Petersburgu, następnie finał w Dubaju i Indian Wells oraz ćwierćfinał w Madrycie, Paryżu i na Wimbledonie, wygrała w Moskwie.

## Życie prywatne
Ulubionym tenisistą Kasatkiny jest Rafael Nadal, jest także fanką Petry Kvitovej i Marii Szarapowej. Kasatkina lubi uprawiać sport, w tym piłkę nożną, kibicuje FC Barcelonie.
Tenisistka była sponsorowana przez Nike, Tecnifibre i Instaforex. Jej współpraca z Nike zakończyła się w 2021 roku z powodu serii słabych wyników. W sierpniu 2021 roku Kasatkina podpisała umowę z Adidasem na odzież i obuwie.
W wywiadzie z Sofiją Tartakową w 2021 roku Rosjanka udzieliła wypowiedzi, które, jak przypuszczano, dotyczyły jej biseksualności. W 2022 roku Kasatkina odpowiedziała na te komentarze, ujawniając się jako lesbijką i stwierdzając w wywiadzie, że jest w związku z łyżwiarką figurową Natalją Zabijako. Stało się to po tym, jak opublikowała zdjęcie ze swoją dziewczyną na Instagramie. W czerwcu 2025 roku para ogłosiła na Instagramie, że się zaręczyły.
Mówiła wtedy, iż „uznała, że życie w szafie jest dla niej niemożliwe”, a także wypowiedziała się przeciwko postawom wobec społeczności LGBTQ+ i ograniczaniu ich praw w Rosji. W tym samym wywiadzie Kasatkina potępiła rosyjską inwazję na Ukrainę, wzywając do zaprzestania rosyjskiej agresji i okazując solidarność z narodem ukraińskim.
Darja Kasatkina 29 marca 2025 roku poinformowała w swoich mediach społecznościowych, że zmienia obywatelstwo i od tego momentu będzie reprezentować Australię.

## Historia występów wielkoszlemowych
Legenda
     W, wygrany turniej
     F, przegrana w finale
     SF, przegrana w półfinale
     QF, przegrana w ćwierćfinale
     xR, przegrana w x rundzie
     Qx, przegrana w x rundzie kwalifikacji
     A, brak startu
     NH, turniej nie odbył się

### Występy w grze pojedynczej
| Australian Open        | A   | A  | 3R | 1R | 2R | 1R | 1R | 2R | 3R | 1R | 2R | 4R | 0 / 10 | 10 – 10 |  |  |  |  |  |  |  |  |  |  |  |  |
| French Open            | A   | A  | 3R | 3R | QF | 2R | 2R | 3R | SF | 4R | 2R |    | 0 / 9  | 21 – 9  |  |  |  |  |  |  |  |  |  |  |  |  |
| Wimbledon              | A   | A  | 3R | 2R | QF | 1R | NH | 2R | A  | 3R | 3R |    | 0 / 7  | 12 – 7  |  |  |  |  |  |  |  |  |  |  |  |  |
| US Open                | A   | 3R | 1R | 4R | 2R | 1R | 1R | 3R | 1R | 4R | 2R |    | 0 / 10 | 12 – 10 |  |  |  |  |  |  |  |  |  |  |  |  |
|                        |     |    |    |    |    |    |    |    |    |    |    |    |        |         |  |  |  |  |  |  |  |  |  |  |  |  |
| Ranking na koniec roku | 370 | 72 | 27 | 24 | 10 | 69 | 71 | 26 | 8  | 18 | 9  |    | 0 / 36 | 55 – 36 |  |  |  |  |  |  |  |  |  |  |  |  |

### Występy w grze podwójnej
| Australian Open        | A | A   | 2R | 1R | 1R  | A   | A   | 1R  | 1R  | A   | A   | A | 0 / 5  | 1 – 5   |  |  |  |  |  |  |  |  |  |  |  |  |  |
| French Open            | A | A   | 1R | 2R | 1R  | 3R  | A   | A   | A   | A   | A   |   | 0 / 4  | 3 – 4   |  |  |  |  |  |  |  |  |  |  |  |  |  |
| Wimbledon              | A | A   | 3R | A  | A   | 1R  | NH  | 1R  | A   | A   | A   |   | 0 / 3  | 2 – 3   |  |  |  |  |  |  |  |  |  |  |  |  |  |
| US Open                | A | A   | 2R | 3R | A   | 2R  | A   | 2R  | A   | A   | A   |   | 0 / 4  | 5 – 3   |  |  |  |  |  |  |  |  |  |  |  |  |  |
|                        |   |     |    |    |     |     |     |     |     |     |     |   |        |         |  |  |  |  |  |  |  |  |  |  |  |  |  |
| Ranking na koniec roku | – | 118 | 48 | 67 | 412 | 127 | 141 | 283 | 642 | 489 | 378 |   | 0 / 16 | 11 – 15 |  |  |  |  |  |  |  |  |  |  |  |  |  |

### Występy w grze mieszanej
Darja Kasatkina nigdy nie startowała w rozgrywkach gry mieszanej podczas turniejów wielkoszlemowych.

## Finały turniejów WTA
| Legenda                     | Legenda |
| --------------------------- | ------- |
| Wielki Szlem                |         |
| Igrzyska olimpijskie        |         |
| WTA Tour Championships      |         |
| 2009 – 2020                 |         |
| WTA Premier Mandatory       |         |
| WTA Premier 5               |         |
| WTA Premier                 |         |
| WTA International Series    |         |
| WTA 125K series (2012–2020) |         |
| od 2021                     |         |
| WTA 1000 (obowiązkowe)      |         |
| WTA 1000 (nieobowiązkowe)   |         |
| WTA 500                     |         |
| WTA 250                     |         |
| WTA 125                     |         |

### Gra pojedyncza 19 (8–11)
| Końcowy wynik | Nr  | Data                 | Turniej      | Nawierzchnia  | Przeciwniczka       | Wynik finału      |
| ------------- | --- | -------------------- | ------------ | ------------- | ------------------- | ----------------- |
| Zwyciężczyni  | 1.  | 9 kwietnia 2017      | Charleston   | Ceglana       | Jeļena Ostapenko    | 6:3, 6:1          |
| Finalistka    | 1.  | 21 października 2017 | Moskwa       | Twarda (hala) | Julia Görges        | 1:6, 2:6          |
| Finalistka    | 2.  | 24 lutego 2018       | Dubaj        | Twarda        | Elina Switolina     | 4:6, 0:6          |
| Finalistka    | 3.  | 18 marca 2018        | Indian Wells | Twarda        | Naomi Ōsaka         | 3:6, 2:6          |
| Zwyciężczyni  | 2.  | 20 października 2018 | Moskwa       | Twarda (hala) | Uns Dżabir          | 2:6, 7:6(3), 6:4  |
| Zwyciężczyni  | 3.  | 19 lutego 2021       | Melbourne    | Twarda        | Marie Bouzková      | 4:6, 6:2, 6:2     |
| Zwyciężczyni  | 4.  | 21 marca 2021        | Petersburg   | Twarda (hala) | Margarita Gasparian | 6:3, 2:1 krecz    |
| Finalistka    | 4.  | 20 czerwca 2021      | Birmingham   | Trawiasta     | Uns Dżabir          | 5:7, 4:6          |
| Finalistka    | 5.  | 8 sierpnia 2021      | San Jose     | Twarda        | Danielle Collins    | 3:6, 7:6(10), 1:6 |
| Zwyciężczyni  | 5.  | 7 sierpnia 2022      | San Jose     | Twarda        | Shelby Rogers       | 6:7(2), 6:1, 6:2  |
| Zwyciężczyni  | 6.  | 27 sierpnia 2022     | Granby       | Twarda        | Daria Saville       | 6:4, 6:4          |
| Finalistka    | 6.  | 14 stycznia 2023     | Adelaide     | Twarda        | Belinda Bencic      | 0:6, 2:6          |
| Finalistka    | 7.  | 1 lipca 2023         | Eastbourne   | Trawiasta     | Madison Keys        | 2:6, 6:7(13)      |
| Finalistka    | 8.  | 13 stycznia 2024     | Adelaide     | Twarda        | Jeļena Ostapenko    | 3:6, 2:6          |
| Finalistka    | 9.  | 11 lutego 2024       | Abu Zabi     | Twarda        | Jelena Rybakina     | 1:6, 4:6          |
| Finalistka    | 10. | 7 kwietnia 2024      | Charleston   | Ceglana       | Danielle Collins    | 2:6, 1:6          |
| Zwyciężczyni  | 7.  | 29 czerwca 2024      | Eastbourne   | Trawiasta     | Leylah Fernandez    | 6:3, 6:4          |
| Finalistka    | 11. | 22 września 2024     | Seul         | Twarda        | Beatriz Haddad Maia | 6:1, 4:6, 1:6     |
| Zwyciężczyni  | 8.  | 20 października 2024 | Ningbo       | Twarda        | Mirra Andriejewa    | 6:0, 4:6, 6:4     |

### Gra podwójna 3 (1–2)
| Końcowy wynik | Nr | Data                 | Turniej | Nawierzchnia  | Partnerka       | Przeciwniczki                              | Wynik finału      |
| ------------- | -- | -------------------- | ------- | ------------- | --------------- | ------------------------------------------ | ----------------- |
| Zwyciężczyni  | 1. | 23 października 2015 | Moskwa  | Twarda (hala) | Jelena Wiesnina | Irina-Camelia Begu Monica Niculescu        | 6:3, 6:7(7), 10–5 |
| Finalistka    | 1. | 22 października 2016 | Moskwa  | Twarda (hala) | Darja Gawriłowa | Andrea Hlaváčková Lucie Hradecká           | 6:4, 0:6, 7–10    |
| Finalistka    | 2. | 23 września 2017     | Tokio   | Twarda        | Darja Gawriłowa | Andreja Klepač María José Martínez Sánchez | 3:6, 2:6          |

## Występy w Turnieju Mistrzyń

### W grze pojedynczej
| Rok  | Rezultat                              | Przeciwniczka                          | Wynik                                 |
| 2018 | zawodniczka rezerwowa (nie wystąpiła) | zawodniczka rezerwowa (nie wystąpiła)  | zawodniczka rezerwowa (nie wystąpiła) |
| 2022 | Faza grupowa                          | Iga Świątek Coco Gauff Caroline Garcia | 2:6, 3:6 7:6(6), 6:3 6:4, 1:6, 6:7(5) |
| 2024 | Faza grupowa (zawodniczka rezerwowa)  | Iga Świątek                            | 1:6, 0:6                              |

## Występy w Turnieju WTA Elite Trophy

### W grze pojedynczej
| Rok  | Rezultat     | Przeciwniczka           | Wynik                  |
| 2018 | Faza grupowa | Wang Qiang Madison Keys | 6:1, 2:6, 7:5 2:6, 4:6 |
| 2023 | Półfinał     | Beatriz Haddad Maia     | 4:6, 1:6               |

## Finały turniejów rangi ITF
| turnieje z pulą nagród 100 000 $   |
| turnieje z pulą nagród 75/80 000 $ |
| turnieje z pulą nagród 50/60 000 $ |
| turnieje z pulą nagród 25 000 $    |
| turnieje z pulą nagród 15 000 $    |
| turnieje z pulą nagród 10 000 $    |

### Gra pojedyncza 7 (7–0)
| Rezultat     |    | Data       | Turniej        | ($)    | Naw.    | Przeciwniczka       | Wynik          |
| Zwyciężczyni | 1. | 02/02/2014 | Szarm el-Szejk | 10 000 | Twarda  | Pernilla Mendesová  | 6:3, 6:4       |
| Zwyciężczyni | 2. | 22/09/2014 | Telawi         | 25 000 | Ceglana | Jasmine Paolini     | 6:1, 4:6, 10–7 |
| Zwyciężczyni | 3. | 25/01/2015 | Daytona Beach  | 25 000 | Ceglana | Elise Mertens       | 6:2, 4:6, 6:0  |
| Zwyciężczyni | 4. | 23/05/2015 | Caserta        | 25 000 | Ceglana | İpek Soylu          | 7:6(4), 6:1    |
| Zwyciężczyni | 5. | 14/06/2015 | Mińsk          | 25 000 | Ceglana | Ganna Poznikhirenko | 4:3 krecz      |
| Zwyciężczyni | 6. | 21/06/2015 | Mińsk          | 25 000 | Ceglana | Iryna Szymanowicz   | 6:1, 6:1       |
| Zwyciężczyni | 7. | 20/09/2015 | Saint-Malo     | 50 000 | Ceglana | Laura Siegemund     | 7:5, 7:6(4)    |

### Gra podwójna 2 (0–2)
| Rezultat   |    | Data       | Turniej | ($)    | Naw.    | Partnerka    | Przeciwniczki                       | Wynik           |
| Finalistka | 1. | 31/05/2015 | Moskwa  | 25 000 | Ceglana | Olha Janczuk | Carolin Daniels Alona Sotnykowa     | 2:6, 6:7(10)    |
| Finalistka | 2. | 13/06/2015 | Moskwa  | 25 000 | Ceglana | Olha Janczuk | Walentina Iwachnienko Polina Monowa | 6:4, 0:6, 10–12 |

## Występy w igrzyskach olimpijskich

### Gra pojedyncza
| Runda                                                                          | Przeciwniczka                       | Wynik            |  |
| ------------------------------------------------------------------------------ | ----------------------------------- | ---------------- |  |
|                                                                                |                                     |                  |  |
| Letnie Igrzyska Olimpijskie w Rio de Janeiro 2016, reprezentując państwo Rosja |                                     |                  |  |
| I runda                                                                        | Tunezja: Uns Dżabir                 | 3:6, 7:6(4), 6:1 |  |
| II runda                                                                       | Chiny: Zheng Saisai                 | 6:1, 6:4         |  |
| III runda                                                                      | Włochy: Sara Errani                 | 7:5, 6:2         |  |
| Ćwierćfinał                                                                    | Stany Zjednoczone: Madison Keys [7] | 3:6, 1:6         |  |

### Gra podwójna
| Runda                                                                          | Partnerka            | Przeciwniczki                                 | Wynik         |
| ------------------------------------------------------------------------------ | -------------------- | --------------------------------------------- | ------------- |
|                                                                                |                      |                                               |               |
| Letnie Igrzyska Olimpijskie w Rio de Janeiro 2016, reprezentując państwo Rosja |                      |                                               |               |
| I runda                                                                        | Swietłana Kuzniecowa | Niemcy: Anna-Lena Grönefeld, Laura Siegemund  | 6:1, 6:4      |
| II runda                                                                       | Swietłana Kuzniecowa | Japonia: Misaki Doi, Eri Hozumi               | 6:4, 6:4      |
| Ćwierćfinał                                                                    | Swietłana Kuzniecowa | Czechy: Andrea Hlaváčková, Lucie Hradecká [6] | 1:6, 6:4, 5:7 |

## Finały juniorskich turniejów wielkoszlemowych

### Gra pojedyncza (1)
| Końcowy wynik | Rok  | Turniej     | Nawierzchnia | Przeciwniczka | Wynik finału     |
| Zwyciężczyni  | 2014 | French Open | Ceglana      | Ivana Jorović | 6:7(5), 6:2, 6:3 |